# Rudolf Martin
Rudolf Martin (West-Berlijn, 31 juli 1967) is een Duits acteur.

## Biografie
Martin speelde sinds 1993 in tal van Amerikaans televisieseries. Zijn bekendste rollen zijn die van terrorist Ari Haswari in NCIS en Anton Lang in All My Children. Verder speelde hij in meerdere films met als bekendste Ford v Ferrari uit 2019.

## Filmografie

### Films
| Jaar | Film                                      | Rol                        |
| ---- | ----------------------------------------- | -------------------------- |
| 1995 | Run for Cover                             | Mr. Spengel                |
| 1996 | Tales of Erotica                          | /                          |
| 1997 | Fall                                      | Phillipe                   |
| 1998 | High Art                                  | Dieter                     |
| 1999 | When                                      | Alain                      |
| 1999 | Watershed                                 | Richard Petrovic           |
| 2000 | Punks                                     | Gilbert                    |
| 2000 | Bedazzled                                 | Raoul                      |
| 2000 | Dark Prince: The True Story of Dracula    | Vlad Dracula "de Spietser" |
| 2001 | Swordfish                                 | Axl Torvalds               |
| 2002 | The Scoundrel's Wife                      | Neg Picou                  |
| 2004 | Lautlos                                   | Der junge Polizist         |
| 2004 | Bloodlines                                | Martin                     |
| 2005 | River's End                               | Alejandro                  |
| 2006 | Hoboken Hollow                            | Howie Beale                |
| 2007 | Paparazzo                                 | Raoul                      |
| 2008 | Last Exit                                 | /                          |
| 2009 | Heiße Spur                                | True Gallagher             |
| 2010 | Die Jagd nach der heiligen Lanze          | Johannes Erlanger          |
| 2010 | Raven                                     | Lazar                      |
| 2011 | Pig                                       | Man                        |
| 2011 | Hyenas                                    | Sheriff Manfred            |
| 2012 | Taking Capellera                          | Volden                     |
| 2013 | Bela Kiss: Prologue                       | Bela Kiss                  |
| 2014 | Three Holes, Two Brads, and a Smoking Gun | Junkie                     |
| 2015 | Paradise Pictures                         | Freddie Ziegler            |
| 2016 | Fucking Berlin                            | Dr. Carl Brenner           |
| 2019 | Crossing                                  | Andrei                     |
| 2019 | Ford v Ferrari                            | Dieter Voss                |

### Series
| Jaar      | Serie                          | Rol                                 | Extra   |
| --------- | ------------------------------ | ----------------------------------- | ------- |
| 1994-1995 | All My Children                | Anton Lang                          | 13 afl. |
| 1999      | Sliders                        | Kurtz                               | 1 afl.  |
| 1999-2001 | Beggars and Choosers           | Nicky Krasnakov                     | 23 afl. |
| 2000      | Buffy the Vampire Slayer       | Dracula                             | 1 afl.  |
| 2001-2002 | 24                             | Jonathan Matijevich / Martin Belkin | 5 afl.  |
| 2002      | Star Trek: Enterprise          | Ravis                               | 1 afl.  |
| 2003      | Judging Amy                    | Cell Phone Imbecile                 | 1 afl.  |
| 2003      | Crime Scene Investigation      | Cameron Klinefeld                   | 2 afl.  |
| 2004      | CSI: Miami                     | Rudy                                | 1 afl.  |
| 2004-2012 | NCIS                           | Ari Haswari                         | 6 afl.  |
| 2005      | Crossing Jordan                | Albie Samson                        | 1 afl.  |
| 2006      | Stargate SG-1                  | Anateo                              | 1 afl.  |
| 2006      | Dexter                         | Carlos Guerrero                     | 3 afl.  |
| 2007      | Moonlight                      | Christian Ellis                     | 1 afl.  |
| 2008      | Mad Men                        | Christian                           | 1 afl.  |
| 2011      | Nikita                         | Gustav                              | 1 afl.  |
| 2011      | Borgia                         | Francheschetto Cibo                 | 1 afl.  |
| 2012      | The Mentalist                  | Brock Marx                          | 1 afl.  |
| 2013      | Saige Winters: My Psychic Life | Chandan Schtiff                     | 1 afl.  |
| 2014      | Mistresses                     | Andre Breitling                     | 1 afl.  |
| 2014      | Legends                        | Dimitri Groshkov                    | 1 afl.  |
| 2016      | Lethal Weapon                  | Levon Tibibian                      | 1 afl.  |
| 2017      | S.W.A.T.                       | Jürgen Richter                      | 1 afl.  |

- Gemeinsame Normdatei: 1219394629
- International Standard Name Identifier: 0000 0000 4482 8927
- Library of Congress Control Number: no2006116308
- Virtual International Authority File: 71155664
- WorldCat: E39PBJmXJPMMwrfFxT8dqxmKh3